# Aralar
Aralar fue un partido político de ideología independentista vasca, con presencia en la comunidad autónoma del País Vasco y la comunidad foral de Navarra. Pertenecía al ámbito de la denominada izquierda abertzale y propugnaba un Estado soberano, laico y republicano para Euskal Herria, desestimando la vía de la lucha armada para conseguir tal objetivo. Tuvo como coordinador general al abogado navarro Patxi Zabaleta, que fue nombrado presidente honorífico en su última etapa.
En el momento de su disolución formaba parte de la coalición Euskal Herria Bildu (EH Bildu), en la que se integró su militancia, y era miembro de la Alianza Libre Europea. En Navarra, territorio donde su presencia era más importante, formó parte de la coalición Nafarroa Bai. Además, mantenía relaciones oficiales con el partido vascofrancés de izquierda abertzale Abertzaleen Batasuna.

## Historia

### Origen

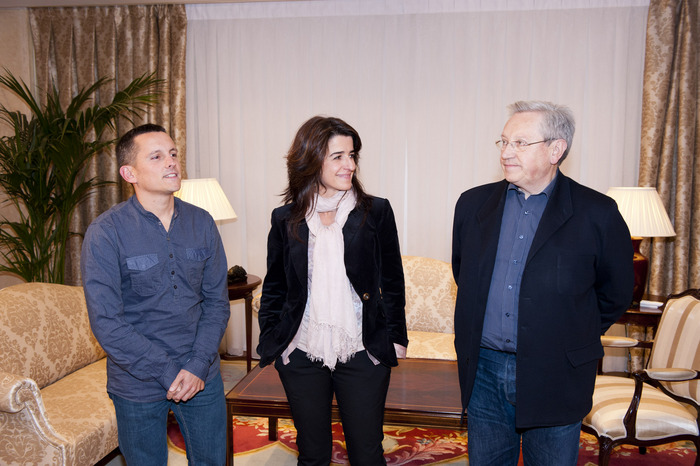
El coordinador general de Aralar, Patxi Zabaleta, la portavoz en el Parlamento Vasco de Aralar, Aintzane Ezenarro, y el parlamentario de Aralar, Daniel Maeztu, fotografiados el 26 de octubre de 2011 durante la ronda de partidos convocada por el lehendakari Patxi López para analizar la situación tras el anuncio del cese definitivo de la actividad armada de ETA

La creación de Aralar está íntimamente ligada a la figura del abogado navarro y dirigente de Herri Batasuna (HB) Patxi Zabaleta. Zabaleta, dirigente de la formación en Navarra, había criticado ya antes de la creación de Euskal Herritarrok (EH) algunos de los postulados de HB, por lo que se le tenía como cabeza visible de una corriente crítica dentro de la organización. Así, se había mostrado en desacuerdo con la actividad terrorista de ETA y la supeditación de la lucha política a la lucha armada. En 1997 condenó públicamente el asesinato a manos de ETA del concejal del Partido Popular Miguel Ángel Blanco.
Tras la firma del pacto de Estella en 1998, ETA declaró una tregua que rompió al año siguiente. Patxi Zabaleta y diversos militantes navarros condenaron públicamente la vuelta a la violencia y en junio de 2000 fundaron Aralar como corriente organizada dentro de EH. El nombre lo tomaron de la sierra de Aralar, una extensa meseta que se ubica entre Navarra y Guipúzcoa.
En marzo de 2001 Aralar se inscribió como asociación política, aunque finalmente decidió no concurrir a las elecciones al Parlamento Vasco que tuvieron lugar en mayo de dicho año. Desde EH, que perdió más de 80.000 votos y la mitad de sus diputados, algunas voces acusaron a Aralar del descalabro electoral.
Paralelamente se llevaba a cabo un proceso de refundación de Herri Batasuna que culminaría el 23 de junio de 2001 con la creación de Batasuna. Este proceso no llevó a una puesta en cuestión de la actitud de la llamada izquierda abertzale respecto a ETA (en octubre de 2000 Aralar había presentado una ponencia del mismo nombre en la que exigían a ETA el final de su "lucha armada", que fue desestimada), lo que, unido a discrepancias sobre el método de organización interna, la participación institucional y la estrategia independentista, precipitó el establecimiento de Aralar como partido político independiente. El 30 de junio de 2001 Aralar adoptó esta decisión en una asamblea celebrada en Pamplona, desestimando así su integración en Batasuna (razón por la cual Zabaleta rechaza el término "escisión"); lo que fue motivo de contenidas críticas por parte de Batasuna, una más agria censura por parte del sindicato LAB y encendidos elogios de otras fuerzas políticas.

### I Congreso
Aralar celebró su acto constitutivo el 29 de septiembre de 2001 en Alsasua (Navarra) y su congreso constituyente en junio de 2002. Patxi Zabaleta fue elegido coordinador general. Se constituía así un partido nacionalista vasco de izquierdas, que se definía como izquierda abertzale al tiempo que reprobaba el ejercicio de la violencia y abogaba por la acción exclusivamente política para la defensa de su ideología. En julio de 2001, Patxi Zabaleta declaró que "a la izquierda abertzale le han hecho más daño que el final de la tregua, el no acudir a las elecciones, el abandonar el Parlamento Vasco, el convocar huelgas sin sentido, gastar las fuerzas políticas en una construcción nacional imposible, abandonar las ideas del diálogo y la negociación y la falta de capacidad para la autocrítica".
El 25 de marzo de 2002, Aralar firma, junto con Zutik, Batzarre, Abertzaleen Batasuna (AB) y Eusko Alkartasuna (EA) el documento "Uniendo fuerzas, tendiendo puentes", en el que se reafirmaban en el soberanismo "no armado", reclamando a ETA que proclamase una nueva tregua. Este hecho y la celebración conjunta del Aberri Eguna en el País Vasco Francés entre AB, Zutik y Aralar, sin contar con Batasuna, les supusieron los ataques frontales de la propia ETA, que en un comunicado, les acusaba de haber querido "socializar la falsa división entre la izquierda 'abertzale' democrática y la izquierda 'abertzale' violenta" y les acusaba de haber dado la espalda a los que lo estaban "dando todo" por Euskal Herria y dar paso al "despiadado ataque de sus enemigos".
En 2003 Aralar concurrió por primera vez a unas elecciones, las municipales y forales (para las diputaciones forales del País Vasco) y al Parlamento de Navarra.

### II Congreso
En noviembre de 2004 tuvo lugar en San Sebastián el II Congreso, en el que Patxi Zabaleta volvió a ser elegido coordinador general del partido (con el 95,3% de los votos de los 250 compromisarios). También se constituyeron las juventudes del partido, Iratzarri (¡Despierta! en euskera).

### III Congreso
En noviembre de 2006 tuvo lugar en Bilbao el III Congreso, con la reelección de Patxi Zabaleta y la apuesta por fijar las bases ideológicas del partido. El 7 de febrero de 2009, la asamblea general anual de Abertzaleen Batasuna reunida en Ustaritz tomó la decisión de afianzar y dar oficialidad a sus relaciones con Aralar.

### IV Congreso y escisión en Álava
En el IV Congreso, celebrado en septiembre de 2009 en Pamplona, fue renovada buena parte de la Ejecutiva y se creó una nueva figura, la Secretaría de Organización, que pasó a estar ocupada por Rebeka Ubera. Patxi Zabaleta fue reelegido coordinador general, pero con un apoyo menor (un 64% de los votos).
En diciembre de 2010 se produjo una escisión en Álava, Araba Bai, que aseguró contar con el 40% de los afiliados y la totalidad de cargos municipales, entre ellos la alcaldía de Aspárrena. Al escindirse sus integrantes alegaron problemas organizativos y discrepancias políticas, y en su presentación abogaron por "la unión de abertzales de izquierdas sobre la base de un programa electoral consensuado", incorporándose posteriormente a las listas electorales de Bildu.

### V Congreso
El V Congreso se celebró el 17 de septiembre de 2011, y tuvo lugar en Derio (Vizcaya). En el mismo, se presentó una nueva ponencia política donde se reafirmaba la vigencia del texto fundacional, al mismo tiempo que se formulaba el ecosocialismo y las referencias históricas del socialismo como referencias ideológicas del partido.
Como consecuencia de este congreso, la militancia de Aralar aprobó con el 71,75% de los votos la ponencia política presentada por la ejecutiva saliente, refrendando de esta forma la propuesta de participar en las elecciones generales de ese año acudiendo en coalición con la otra sensibilidad de la izquierda abertzale, Eusko Alkartasuna y Alternatiba. Este fue, precisamente, uno de los puntos más debatidos durante el V Congreso. Finalmente el nombre que adoptó esta coalición fue Amaiur.
Igualmente, Patxi Zabaleta fue reelegido coordinador general del partido con el 84,5% de los votos, y la Ejecutiva fue renovada.

### Desvinculación de Iratzarri y escisión en Guipúzcoa
Días antes de su asamblea del 3 de marzo de 2012 celebrada con motivo de decidir si se acudiría en coalición dentro de Euskal Herria Bildu en las elecciones al Parlamento Vasco de 2012, sus juventudes Iratzarri anunciaron que se desvinculaban de Aralar; aunque un sector de éstas negó este extremo. Igualmente, la corriente interna Aizkorri Taldea también anunció su salida de Aralar, abogando por la disolución de esta.
Finalmente, la asamblea de Aralar aprobó, con un 93,5% de votos a favor, entablar negociaciones con la izquierda abertzale, Eusko Alkartasuna, Alternatiba y Abertzaleen Batasuna de cara a concurrir juntos en las futuras elecciones autonómicas; sin embargo estuvieron ausentes de dicha asamblea los miembros más críticos con esta línea de actuación, como los parlamentarios Aintzane Ezenarro, Mikel Basabe y Oxel Erostarbe o el antiguo vicecoordinador general, Jon Abril.
En mayo de 2012, estos tres parlamentarios críticos fueron expulsados de Aralar por haber votado a favor de una ponencia de paz, presentada por la propia Aintzane Ezenarro en el Parlamento Vasco que descartaba la participación de la izquierda abertzale (aunque aceptaba la participación de instituciones, con lo que podría haber sido representada por la Diputación Foral de Guipúzcoa), desobedeciendo el criterio que había adoptado la ejecutiva de Aralar al respecto.
Por su parte, un grupo de críticos de Guipúzcoa contrarios a la decisión tomada en el V Congreso de Aralar de concurrir a las elecciones con la izquierda abertzale, anunciaron su intención de crear Nahia, un nuevo partido político con el que pretenden arropar a los cargos públicos expulsados de Aralar, como los concejales de Cegama y Beasáin, y a los tres parlamentarios vascos que desobedecieron la disciplina de partido. Si bien, estos últimos anunciaron que dejarían sus cargos y explicaron que no pertenecían a Nahia ni tenían intención de crear una nueva opción electoral.

### VI Congreso
En noviembre de 2014 se celebró su VI Congreso, en el que Rebeka Ubera fue elegida secretaria general de Aralar, con el 85,7% de los votos, mientras que Patxi Zabaleta fue designado presidente honorífico, con el apoyo del 89,5%. También fueron respaldadas mayoritariamente las nuevas ponencias políticas y de estatutos, que abogaban por una mayor unidad de las fuerzas que configuran EH Bildu, y fue rechazada la única enmienda a la totalidad presentada por un grupo de militantes encabezados por Txentxo Jiménez y que consideraba que los nuevos estatutos restaban capacidad de decisión a la organización en Navarra.

### VII Congreso y disolución
El 13 de septiembre de 2017, en una entrevista en Radio Euskadi, Patxi Zabaleta explicó que la dirección de la formación había adoptado por unanimidad la decisión de disolverse y que los militantes que así lo decidieran se integrarían en EH Bildu, al considerar conseguidos los objetivos de que la izquierda abertzale defendiera todos los derechos humanos, que hubiera mejorado su democracia interna y que admitiese las corrientes. Dicha propuesta se recogió en una ponencia política que fue aprobada, con el apoyo del 92% de los delegados, en su VII Congreso celebrado el 2 de diciembre de 2017 en Pamplona.

## Definición

### Ideología
Aralar se definía como un movimiento político y social de izquierdas y socialista que pretendía conseguir la independencia de Euskal Herria por medio del ejercicio del derecho de autodeterminación, haciendo propias las reivindicaciones históricas de la izquierda abertzale:
- Democracia
- Socialismo
- Independentismo.
- Exclusividad de la utilización de vías políticas.
- Ecología y antiglobalización.
- Desobediencia civil

### Logotipo
En 2006 modificó su logotipo, utilizando los colores rojo y blanco, en el que se observa una "a" superpuesta a una bandera ondeando. En Navarra, sobre la bandera del logotipo aparece el escudo de Navarra.

### Infraestructura interna
Su presidente honorífico era Patxi Zabaleta y la secretaria general Rebeka Ubera.
Los últimos coordinadores de la formación por territorios fueron:
- Álava: Javi Gómez.
- Vizcaya: Jon Salaberria.
- Guipúzcoa: Ernesto Merino.
- Navarra: Aritz Romeo.

## Nafarroa Bai

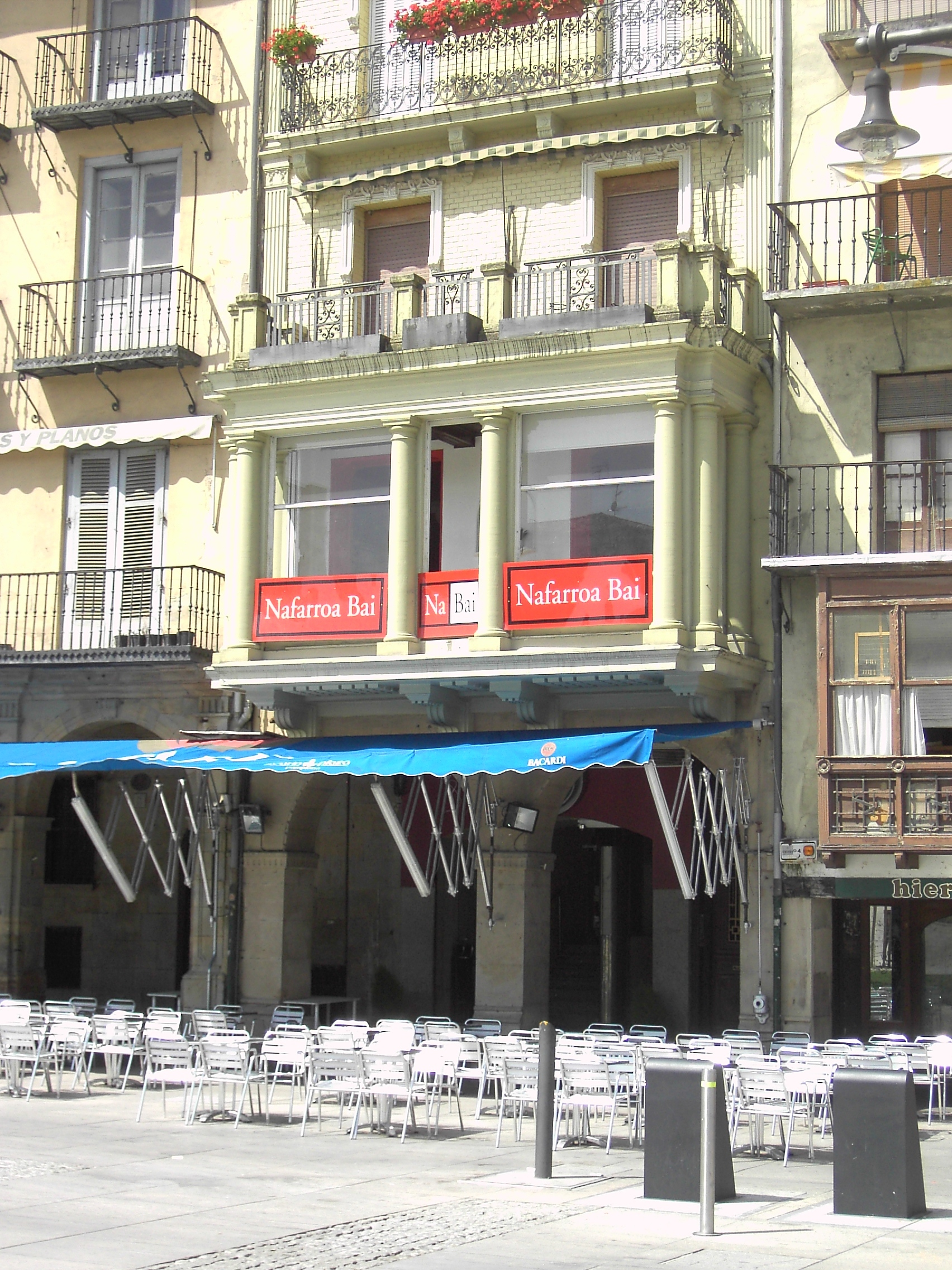
Sede de Nafarroa Bai en la Plaza del Castillo, Pamplona.

Para las elecciones generales de 2004 se formó en Navarra la coalición Nafarroa Bai entre los partidos políticos Aralar, Eusko Alkartasuna, Batzarre y PNV que obtuvo uno de los cinco diputados al Congreso por esta circunscripción; por lo que, debido a ese éxito inicial, dichos partidos reeditaron esta fórmula para las elecciones municipales y forales de 2007 y el líder de Aralar, Patxi Zabaleta, fue el cabeza de lista para el Parlamento de Navarra, mientras que la diputada en el Congreso Uxue Barkos (independiente), fue candidata a la alcaldía de Pamplona.
En las elecciones de 2007, la lista al Parlamento de Navarra obtuvo 77.625 votos y 12 parlamentarios, y la del ayuntamiento de Pamplona 25.581 votos y 8 concejales, convirtiéndose en la sorpresa de las elecciones, y llegando a cifras jamás vistas por ninguna candidatura nacionalista vasca. Al año siguiente, Nafarroa Bai consiguió revalidar el acta de diputada en el Congreso de Uxue Barkos.
En las elecciones posteriores, de mayo de 2011, la lista de Nafarroa Bai al Parlamento de Navarra (esta vez sin EA ni Batzarre) obtuvo 49.768 votos y 8 parlamentarios, y la del ayuntamiento de Pamplona 21.715 votos y 7 concejales, concretándose en una pérdida de apoyo provocado, principalmente, por la irrupción en estas elecciones de la coalición abertzale Bildu.
En agosto del 2011 comenzaron las negociaciones entre Bildu y Aralar para presentar una única candidatura de cara a las elecciones generales del 20 de noviembre, que finalmente se concretó en la coalición Amaiur. Aralar, propietaria legal de la marca Nafarroa Bai, impidió seguir usándola al PNV y a la agrupación de independientes Zabaltzen, que habían rechazado confluir en Amaiur, por lo que éstos se presentaron en Navarra con el nombre Geroa Bai.
En octubre de 2012 los parlamentarios Manu Ayerdi y Patxi Leuza, miembros de Geroa Bai por PNV y Zabaltzen respectivamente, fueron expulsados del grupo parlamentario de Nafarroa Bai; quedándose en este los cinco de Aralar y un independiente. Poco antes, los dos concejales de Aralar en el grupo municipal de NaBai en el Ayuntamiento de Pamplona fueron expulsados del grupo y constituidos como "no adscritos". El grupo parlamentario adoptó el nombre de Aralar-NaBai y comenzó a trabajar conjuntamente con el de Bildu en el parlamento navarro de cara a constituir en la siguiente legislatura un grupo parlamentario único, Euskal Herria Bildu.

## Evolución electoral

### Elecciones municipales, forales y al Parlamento de Navarra de mayo de 2003
Aralar compareció por primera vez a unas elecciones en mayo de 2003, presentándose a las municipales en Navarra y el País Vasco, las elecciones al Parlamento de Navarra y las forales en el País Vasco.
En las elecciones al Parlamento de Navarra, Aralar presentó como candidato a la presidencia a Patxi Zabaleta. Obtuvo 24.068 sufragios, el 8,02% de los votos, que se tradujeron en cuatro escaños (Miren Egaña, Patxi Zabaleta, Txentxo Jiménez y Patxi Telletxea).
En las municipales obtuvo el 4,76% de los votos en Navarra consiguiendo 18 concejales y dos alcaldías, las de Leiza (donde los 4 concejales de Aralar se unieron a los dos del PNV para desbancar al candidato de Unión del Pueblo Navarro, que tenía cinco) y Alsasua (donde había obtenido el mismo número de votos y concejales que UPN). En Pamplona obtuvo dos concejales, convirtiéndose en la cuarta fuerza política del consistorio, mientras que en otras localidades de la Cuenca de Pamplona consiguió representación en Barañáin y Burlada (dos en cada una), y en Berriozar, Ansoáin, Zizur y Villava (un concejal). En numerosos pueblos de Navarra no se celebraron elecciones al no haber candidaturas (al haber sido ilegalizadas las existentes, pertenecientes a AuB, en aplicación de la Ley de Partidos, por considerarlas listas sucesoras de Batasuna). La ilegalización, junto con las críticas de sus excompañeros, enrareció la campaña. Los militantes de Aralar eran tildados de traidores mientras sus sedes eran objetivo de la kale borroka y sus dirigentes objeto de pintadas amenazantes. Aralar presentó candidatura en Valcarlos donde obtuvo los 7 concejales y la alcaldía, y en Vera de Bidasoa donde consiguió 3. El total de concejales de Aralar en Navarra aumentó así hasta los 28. En el País Vasco consiguió 30 concejales y el 1,51% de los votos, así como la alcaldía de Zaldibia (Guipúzcoa). En total, obtuvo representación en 11 de los 12 ayuntamientos en los que presentó candidatura.
En las forales del País Vasco Aralar presentó como candidatos a diputados generales a Julen Madariaga por Vizcaya; Iñaki Irazabalbeitia por Guipúzcoa; y Maritxu Goikoetxea por Álava. Aralar consiguió una juntera en las Juntas Generales de Guipúzcoa por la circunscripción de Deba-Urola.

### Elecciones al Congreso de los Diputados de marzo de 2004
Se presentó a las elecciones generales al Congreso de los Diputados de marzo de 2004 en coalición con Zutik por las circunscripciones del País Vasco sin conseguir escaños y con el 3,09% de los votos válidos. Se presentaban como "un espacio político de encuentro entre gentes de la izquierda abertzale e independentista, soberanistas, federalistas y confederalistas que apuestan por una Euskal Herria soberana para decidir su futuro y construida sobre los valores de la izquierda".
Para la circunscripción de Navarra participó en la coalición Nafarroa Bai (NaBai), junto con Eusko Alkartasuna, Batzarre, Partido Nacionalista Vasco e independientes, obteniendo la lista un escaño para la independiente Uxue Barkos y un 18,04% del total de votos válidos, siendo la segunda vez que una opción vasquista alcanzaba uno de los cinco diputados de la Comunidad Foral en las elecciones generales, y el mayor porcentaje y de número de votos.

### Elecciones al Parlamento Europeo de junio de 2004
Se presentó a las elecciones europeas de junio de 2004 en solitario, sin conseguir escaños y con el 1,26% por el País Vasco y el 4,43% en Navarra.

### Elecciones al Parlamento Vasco de abril de 2005
En las elecciones al Parlamento Vasco de 2005 consiguió su primera representante en el Parlamento Vasco, Aintzane Ezenarro, hasta entonces la única juntera de Aralar en Guipúzcoa, la cual fue elegida por la citada circunscripción con el 3,96% del total de votos, mientras que en el conjunto del País Vasco obtuvo el 2,33%. La sorpresiva presencia del sector ilegalizado de la izquierda abertzale mediante la presencia a última hora del Partido Comunista de las Tierras Vascas mermó las expectativas electorales de Aralar. Sin embargo, el hecho de alcanzar la representación parlamentaria fue acogido como un éxito tanto por la organización como por diversos analistas políticos.

### Elecciones municipales, forales y al Parlamento de Navarra de mayo de 2007
En las elecciones municipales y forales de 2007 Aralar se coaligó con Ezker Batua Berdeak en el País Vasco (recibiendo también el apoyo de Zutik en algunas candidaturas) y continuó la coalición electoral Nafarroa Bai en Navarra.
En el País Vasco obtuvo en coalición con Ezker Batua Berdeak (EB-B), en solitario o mediante plataformas, 56 concejales propios, y 4 junteros. Además obtuvo 4 alcaldías (Arechavaleta, Zaldivia y Elgueta en Guipúzcoa; y Aspárrena en Álava). En Navarra, Aralar consiguió 30 concejales y 5 parlamentarios acudiendo en solitario o dentro de la coalición electoral Nafarroa Bai. Posee también 3 alcaldes (Zizur Mayor, Berriozar e Irurzun), obtenidos todos ellos como parte de dicha coalición.
Como resultado de las elecciones, gobernó con el Partido Nacionalista Vasco y Eusko Alkartasuna en la Diputación Foral de Álava, encargándose de la cartera de Juventud y Promoción Social, hasta que fue expulsado en noviembre de 2009 por negarse a apoyar los presupuestos forales de 2010. Y, por otro lado, gobierna con el PSE-EE y Alternatiba en el ayuntamiento de San Sebastián, donde su única concejal gestiona el área de euskera.

### Elecciones al Congreso de los Diputados de marzo de 2008
Tras rechazar una oferta de coalición de Ezker Batua, Aralar se presentó en solitario en las elecciones al Congreso en las circunscripciones de Vizcaya, Guipúzcoa y Álava, perdiendo casi 9.000 votos respecto a las elecciones anteriores (en las que se presentó en coalición con Zutik), obteniendo 29.784 sufragios (2,67%) y situándose como la sexta fuerza política en el País Vasco (quinta en Guipúzcoa). Estas elecciones supusieron un retroceso global del nacionalismo vasco respecto a los resultados en anteriores elecciones.
En Navarra formó de nuevo parte de la candidatura de la coalición Nafarroa Bai, la cual revalidó el escaño obtenido en 2004 con un 18,53% de los votos para su cabeza de lista, la independiente Uxue Barkos.

### Elecciones al Parlamento Vasco de marzo de 2009
Aralar obtuvo en las elecciones del 1 de marzo de 2009 al Parlamento Vasco 62.214 votos (el 6,05% del total), obteniendo cuatro escaños y duplicando el número de votos obtenido en 2005, convirtiéndose así en la cuarta fuerza política vasca tras PNV, PSE-EE y Partido Popular. Por circunscripciones, obtuvo 1 diputado en Álava (con 6.585 votos), 1 diputado en Vizcaya (24.586 votos) y 2 en Guipúzcoa (31.043 votos).
Estas elecciones fueron las primeras en las que ningún sucesor de Batasuna pudo presentar candidaturas (tras la anulación de las candidaturas de Askatasuna y D3M. Aunque llamaron al voto nulo, atribuyéndose la totalidad de los aproximadamente 100.000 votos nulos, un documento interno atribuido al entorno de Batasuna consideró que entre 10.000 y 15.000 de sus votos habituales habían votado al PNV o a Aralar, en vez de votar nulo. El documento también advertía de que "la nueva ubicación de Aralar exige celeridad de adecuación de la estrategia de la izquierda abertzale".

### Elecciones al Parlamento Europeo de junio de 2009
En esta ocasión, Aralar se coaligó con Eusko Alkartasuna, dentro de la coalición Europa de los Pueblos - Verdes. La coalición consiguió apenas un 6% de los votos totales, y fue calificada de "fracaso" por la formación. Sin embargo, la coalición consiguió representación para el Parlamento Europeo, por lo que el candidato de Aralar, Inaki Irazabalbeitia, fue europarlamentario entre el 11 de julio de 2103 y 30 de junio de 2014 adscrito al grupo Verdes-ALE.

### Elecciones municipales, forales y al Parlamento de Navarra de mayo de 2011
En las elecciones municipales y forales de 2011 Aralar se presentó en solitario en el País Vasco (coaligándose también con Ezker Batua Berdeak en algunas circunscripciones) y continuó la coalición electoral Nafarroa Bai en Navarra, aunque esta vez bajo la marca NaBai 2011 y sin Eusko Alkartasuna ni Batzarre formando parte de la misma.
En el País Vasco obtuvo 42 concejales propios, y 1 juntera por Guipúzcoa. Además obtuvo 2 alcaldías (Albístur y Elgueta en Guipúzcoa). En Navarra, NaBai 2011 consiguió 70 concejales y 8 parlamentarios forales, 5 de los cuales pertenecen a Aralar. Posee también 3 alcaldías, obtenidas en solitario (Vera de Bidasoa) o como parte de dicha coalición (Berriozar e Irurzun).

### Elecciones al Congreso de los Diputados de noviembre de 2011
En las elecciones al Congreso de 2011 Aralar se coaligó con Eusko Alkartasuna, Alternatiba e independientes del ámbito de la izquierda abertzale, conformando la coalición Amaiur y presentándose bajo ese nombre en las circunscripciones de Álava, Guipúzcoa, Navarra y Vizcaya. La coalición obtuvo 333.628 votos, que le otorgaron 7 diputados, siendo la segunda fuerza más votada en la comunidad autónoma del País Vasco (primera en número de diputados) y tercera en la de Navarra. Jon Iñarritu, electo por Vizcaya, era miembro de Aralar.

### Elecciones al Parlamento Vasco de octubre de 2012
A partir de las elecciones al Parlamento Vasco de 2012 Aralar concurrió en coalición con Eusko Alkartasuna, Alternatiba e independientes afines a Sortu y a la izquierda abertzale bajo la denominación Euskal Herria Bildu. En 2012 esta coalición obtuvo 277.923 votos (25,0%) y 21 representantes en el Parlamento Vasco, tres de los cuales eran militantes de Aralar (Igor López de Munain por Álava, Daniel Maeztu por Vizcaya y Rebeka Ubera por Guipúzcoa).